# Roila
Roila (Robot Interaction Language) är ett konstgjort språk med syftet att kunna att kommunicera via tal med robotar och datorer.
Språket är skapat vid avdelningen för industridesign vid Eindhovens Tekniska Universitet. Målet är att robotar med hjälp av språket skall korrekt uppfatta muntliga kommandon samt att dessutom vara lätt för användare att lära. Orden i Roila är skapade på ett sätt så att datorer uppfattar talet entydigt, därmed undviks den förrvirring i uppfattandet som naturliga språk kan åstadkomma. Grammatiken är regelbunden där bl.a. prefix och suffix ersätts av separata ord. Roila är ett öppet projekt fritt för alla att använda och förändra.